# 嘎雅與阿蓋
嘎雅（阿美語：Kaja）與阿蓋（Akai），是台灣阿美族馬太鞍部落神話中的惡靈（Karish），在里漏社（Lidaw）大肆危害族人。

## 身世
嘎雅和阿蓋兩人是第十一代神靈，惡靈的神靈馬奇督（Makito）和忽辜（Hoko）的後裔，他們的祖父母是食人族部落（巴奇督）滅亡後的倖存者，家族在部落滅亡後遷至姬拉卡樣（Cirakajan，今鳳林鎮東方的山）居住。據說他們一餐都要吃四條人腿，還可以造成瘟疫。

## 傳說

### 吃人
據說有一年，嘎雅和阿蓋的祖父母要他們出去分送「筷子」（Alape，傳說當時那些筷子都會變成稻種），並換黑色的「筷子」回去。兩人抵達里漏社後，雖然受到部落守護神（一說首長）之一的辜互（Koho）款待，但因為另一個首長多賴（Torai）的堅持而沒能換成，生氣的兩人因為沒有分送完筷子所以不打算回去，而是待在部落裡，餓了就抓部落裡的小孩吃掉。
後來他們吃小孩的是被發現後，部落的人用火炬把他們逼到平地，原本打算殺他們，但兩人堅持要部落內的老人也在場，不然就會死命抵抗，族人把老人找來後，阿蓋趁著他們扶老人坐下而全體都做在石頭上時使用法術讓所有人都黏在了石頭上，兩人趁機往海的方向逃走，還要族人在自己的腳碰到海水時立刻站起來，聽他們話的族人藉此脫離了石頭，但晚一步站起來的被從屁股上掉下來的石頭砸中腳，死後變成了螃蟹或蝦子，因此牠們腳的大小不一。

### 瘟疫
後來兩人持續在部落裡吃人作亂，多賴最後想了個辦法，要部落每個人家裡準備繩子待命，趁他們闖進屋子裡時立刻綁住他們，嘎雅就這樣被抓住了，族人立刻把他放在一個屋子裡放火燒，但嘎雅雖然失去身體，但沒有死，並且使用法術讓部落的人後來都得了天花。